# Spyros Agrotis
Spyros Agrotis (nascido em 5 de novembro de 1961) é um ex-ciclista olímpico cipriota. Representou sua nação na prova de corrida individual em estrada nos Jogos Olímpicos de Verão de 1984, em Los Angeles.